# You Had Me
«You Had Me» —en español: «Me tuviste»— es el primer sencillo del segundo álbum de estudio de la cantante y compositora británica Joss Stone, Mind Body & Soul, lanzado el 13 de septiembre de 2004. La canción fue compuesta por Francis White, Wendy Stoker and Betty Wright, que fue lanzado el 13 de septiembre de 2004 como primer sencillo del álbum.

## Video musical
En agosto de 2004 fue lanzado un vídeo musical para el sencillo, dirigido por Chris Robinson y grabado en Nueva York. 
El vídeo comienza con un hombre llamado Anthony, llegando a su piso y gritando el nombre de la cantante. Al poco rato, este observa que hay una nota puesta en la nevera. A continuación, el vídeo muestra lo que había pasado trece minutos antes: Joss Stone en el piso, sentada junto a la ventana, anotando algo con cara de angustia en un papel. Durante esta escena, hay varios flashbacks que muestran que Anthony había estado de fiesta con otras chicas en una especie de bar. De repente, se enfada y derriba una mesa, siendo expulsado del bar.
El vídeo vuelve a Stone. Tras dejar la nota pegada en el refrigerador, empaqueta sus cosas y se va. En el pasillo, el ascensor que lleva a Anthony de nuevo al piso se abre tan sólo unos segundos después de que ella se marchase. Después de esto, la mujer se dirige a la Estación de la Calle Prince. Mientras tanto, Anthony llega al apartamento y pronto se da cuenta de la nota en el refrigerador (se vuelve al punto inicial del vídeo); parece molesto mientras la lee. Joss sale del metro, y se la ve caminando por la ciudad. Llama a un amigo desde un teléfono público, preguntándole si puede ir a su casa; a lo que le contesta que "podía pasarse siempre que quiera por su casa". El vídeo termina con Stone cantando los versos finales de la canción mientras baila en la azotea del edificio donde vive su amigo.

## Lista de canciones
UK CD 1
1. «You Had Me» (Album Edit) – 3:35
2. «Dirty Man» (Live at the House of Blues, Chicago) – 3:08

UK CD 2
1. «You Had Me» (Album Edit) – 3:35
2. «Holding Out for a Hero» – 3:21
3. «Fell in Love with a Boy» (Radio Versión) – 2:55
4. «Fell in Love with a Boy» (Video) – 3:00

UK DVD single
1. «You Had Me» (Video) – 3:37
2. «Super Duper Love» (Video) – 3:47
3. «Fell in Love with a Boy» (Acoustic Version) – 3:30

European CD single
1. «You Had Me» (Album Edit) – 3:35
2. «Holding Out for a Hero» – 3:21
3. «Dirty Man» (Live at the House of Blues, Chicago) – 3:08
4. «Super Duper Love» (Single Mix Edit) – 2:58

Australian CD single
1. «You Had Me» (Album Edit) – 3:36
2. «Super Duper Love» (Single Mix Edit) – 2:58
3. «Dirty Man» (Live at the House of Blues, Chicago) – 3:08

UK, US, and Mexican promo CD single
1. «You Had Me» (Radio Edit) – 3:35
2. «You Had Me» (Album Version) – 3:59

US promo DVD single
1. «You Had Me»

## Posicionamiento en listas
| Listas (2004)                    | Mejor posición |
| -------------------------------- | -------------- |
| Australian Singles Chart         | 23             |
| Austrian Singles Chart           | 54             |
| Belgian Singles Chart (Flanders) | 21             |
| Canadian Singles Chart           | 29             |
| Dutch Top 40                     | 4              |
| German Singles Chart             | 77             |
| Irish Singles Chart              | 34             |
| Italian Singles Chart            | 15             |
| New Zealand Singles Chart        | 26             |
| Swiss Singles Chart              | 40             |
| UK Singles Chart                 | 9              |
| Listas (2005)                    | Mejor posición |
| Hungarian Airplay Chart          | 14             |

- Datos: Q2849670